# 圣莫里斯河
圣莫里斯河（法語：Rivière Saint-Maurice）是加拿大魁北克境内的一条河流。它起源于古安水库，流向南方，在三河城汇入圣劳伦斯河。整个流域面积约4万3千多平方公里。
1. 1 2  Natural Resources Canada >  Atlas of Canada > Rivers